# ありがとう (井上陽水奥田民生の曲)
「ありがとう」は、井上陽水奥田民生の1作目のシングル。1997年2月13日にフォーライフ、Sony Recordsよりそれぞれ発売された。

## 概要
- 2005年3月24日に奥田民生のソロ作品とともに12cmCDとして再発売された。
- オリコン週間チャート最高位10位、登場10週目（1997.4.28付）の順位は63位で累計売上24万9,280枚。

## 収録曲
| 全作詞・作曲: 井上陽水・奥田民生。 |                                       |                      |                      |
| #                                  | タイトル                              | 作詞                 | 作曲・編曲           |
| 1.                                 | 「ありがとう」                        | 井上陽水 ・ 奥田民生 | 井上陽水 ・ 奥田民生 |
| 2.                                 | 「侘び助 (ボツテイク)」               | 井上陽水 ・ 奥田民生 | 井上陽水 ・ 奥田民生 |
| 3.                                 | 「ありがとう (オリジナル・カラオケ)」 | 井上陽水 ・ 奥田民生 | 井上陽水 ・ 奥田民生 |

### 解説
1. ありがとう
  - サッポロビール＜生＞黒ラベルCMソング。
  - 楽天グループ25周年テレビCMソング[1]。
  - テレビ東京系『出川哲朗の充電させてもらえませんか?』エンディングテーマ
2. 侘び助 (ボツテイク)
  - デモの方が出来が良かった為、アルバムにはデモテイクが採用された。よって正式な録音の方がボツテイクとなって本シングルに収録された。

## カバー
- 平賀さち枝（2020年）[2]